# Carlo Azzini
Carlo Azzini, né le 19 juillet 1935 à Soresina en Lombardie et mort le 12 janvier 2020 dans la même ville, est un coureur cycliste italien, professionnel de 1958 à 1964. 

## Palmarès
- 1958
  - Tour de Sicile
  - 2e du Grand Prix Ceramisti
- 1959
  - Tour des Alpes Apuanes
  - 2e du Grand Prix de Prato
- 1960
  - 2e à Pistoia
- 1961
  - 2e des Trois vallées varésines
  - 3e du Grand Prix Faema
- 1962
  - 3e du Grand Prix Ceramisti
  - 6e du Tour des Apennins
- 1963
  - 4e des Trois vallées varésines
  - 9e du Tour des Apennins

## Résultats sur les grands tours

### Tour de France
2 participations
- 1962 : 42e
- 1963 : abandon (16e étape)

### Tour d'Italie
5 participations
- 1958 : 28e
- 1959 : abandon
- 1960 : 35e
- 1961 : 29e
- 1962 : abandon (14e étape)